# 絵画

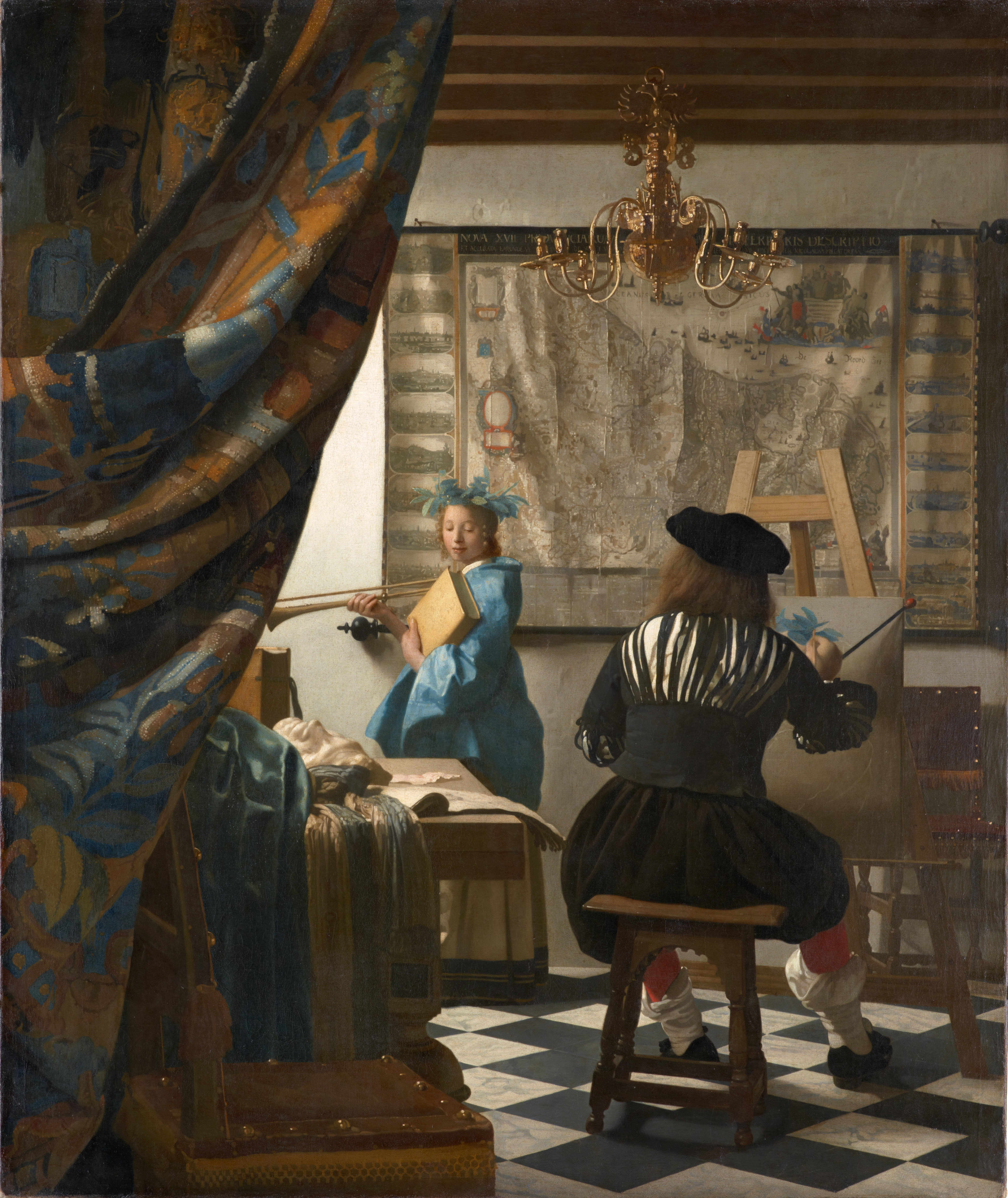
『絵画芸術』
ヨハネス・フェルメール
1666-1667年
画布、油彩
120 × 100 cm
ウィーン美術史美術館

絵画（かいが、仏: peinture、パンチュール、英: painting、ペインティング）は、物体の形象を平面に描き出したもの。単に「絵（え）」ともいう。

## 概説
絵画とは、主に線や色彩を用いて、物の形や姿を平面上に描き出したものである。その起源は先史時代に遡り、スペインで6万5000年以上前にネアンデルタール人が描いたと推定される洞窟壁画が発見されている。また、「絵画は, ある物質の表面に故意に色をつけてつくり上げた「もの」にすぎない」との定義もある。

## 種類
さまざまな分類法がある。
ひとつの分類法は絵の具や鉛筆で分類する方法であり次のように分類する。
- 油絵 / 水彩画 / クロッキー / 水墨画 / 鉛筆画 ...

描く対象で分類する方法もあり、次のように分類する。
西洋美術の世界では、17〜18世紀ころの古典的な（そして、やや硬直した）分類としては次の3つの分類（絵画ジャンル）が主に扱われた。
- 静物画 / 風景画 / 人物画（肖像画や自画像も含む）

また　聖書の物語をテーマにした宗教画 / 歴史画 も西洋絵画の主要なテーマであり（主要な分類であり）、 歴史上の戦争を描いた戦争画も主要なテーマであり分類であった。
近代・現代では次のようなジャンル（分類）も加わり多様化した。
- 抽象画
- 植物画 / 動物画 / 博物画
- 風俗画 / 風刺画

ここ数十年ではイラストレーションやトリックアートなどもあり種類は多様である。

## マチエール
西洋美術の世界では絵画に使う材料を、フランス語を使い「マチエール」と言う。
- 支持体
  - 板 / 布（特に帆布、亜麻布、絹） / パピルス / 紙 / 段ボール / 皮革 / 鉄板 / ガラス...
  - 建造物などの壁面や天井 / 食器などの工芸品...
- 絵具
  - 木炭 / 鉛筆 / 油絵具 / 水彩絵具 / パステル / クレヨン / 墨 / インク ...

## 主な技法
- 油彩
- 水彩
- ガッシュ
- フレスコ
- テンペラ[5]
- ディステンパー
- 洋画 / 水墨画 / 日本画...
- パステル
- チョークアート
- ペン画
- ドローイング
- クロッキー
- 版画
- 合成樹脂塗料
- 切り絵
- ちぎり絵
- コラージュ

## 定義の問題
20世紀以降において、絵画の概念の定義には困難がつきまとう。理由の一つは新しい素材や技法の登場による。切り絵や貼り絵、コラージュ等である。例えばパブロ・ピカソの1912年の作品『籘張りの椅子のある静物』には籘張り糢様の布が画布に直接貼り付けられている。また、イタリアのルーチョ・フォンタナの『空間概念』（1950年代）がある。これは画布に切り目が入った作品である。
彫刻に対比される絵画ではなく、「立体作品」に対比される「平面作品」という語が登場した。しかし、絵画、版画、イラストレーション、印刷物、映画、写真、2次元コンピュータグラフィックス（2DCG）等が「平面作品」であるかどうか判然とせず、曖昧である。加えて、絵画も立体であるという批判もある。

## ギャラリー

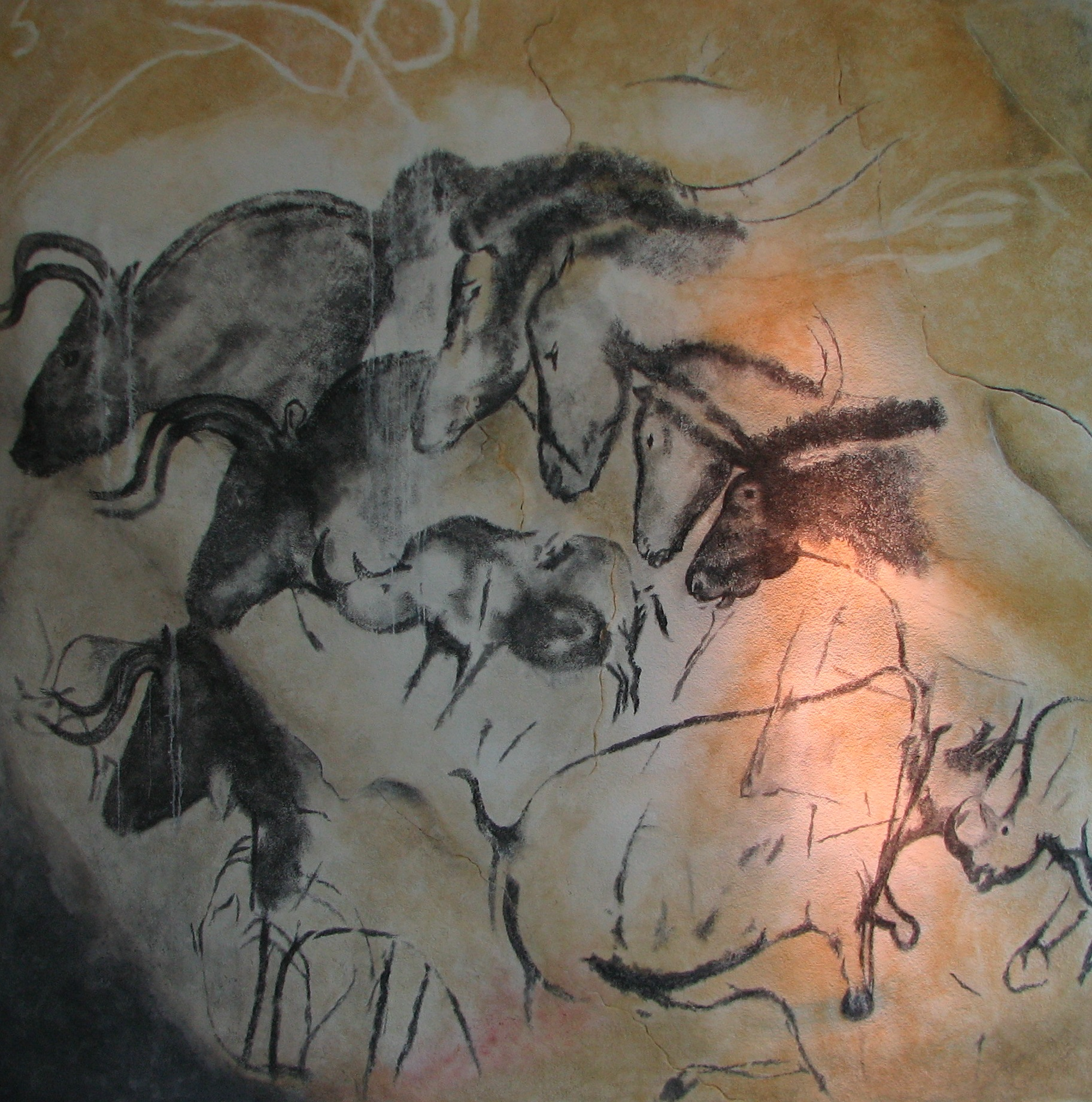
ショーヴェ洞窟壁画
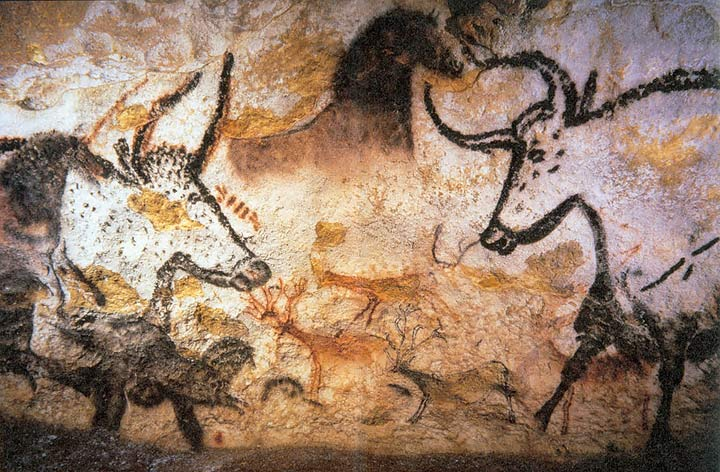
ラスコー洞窟壁画
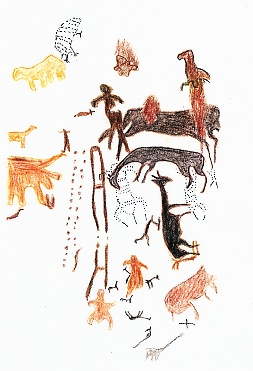
トケパラ洞窟壁画
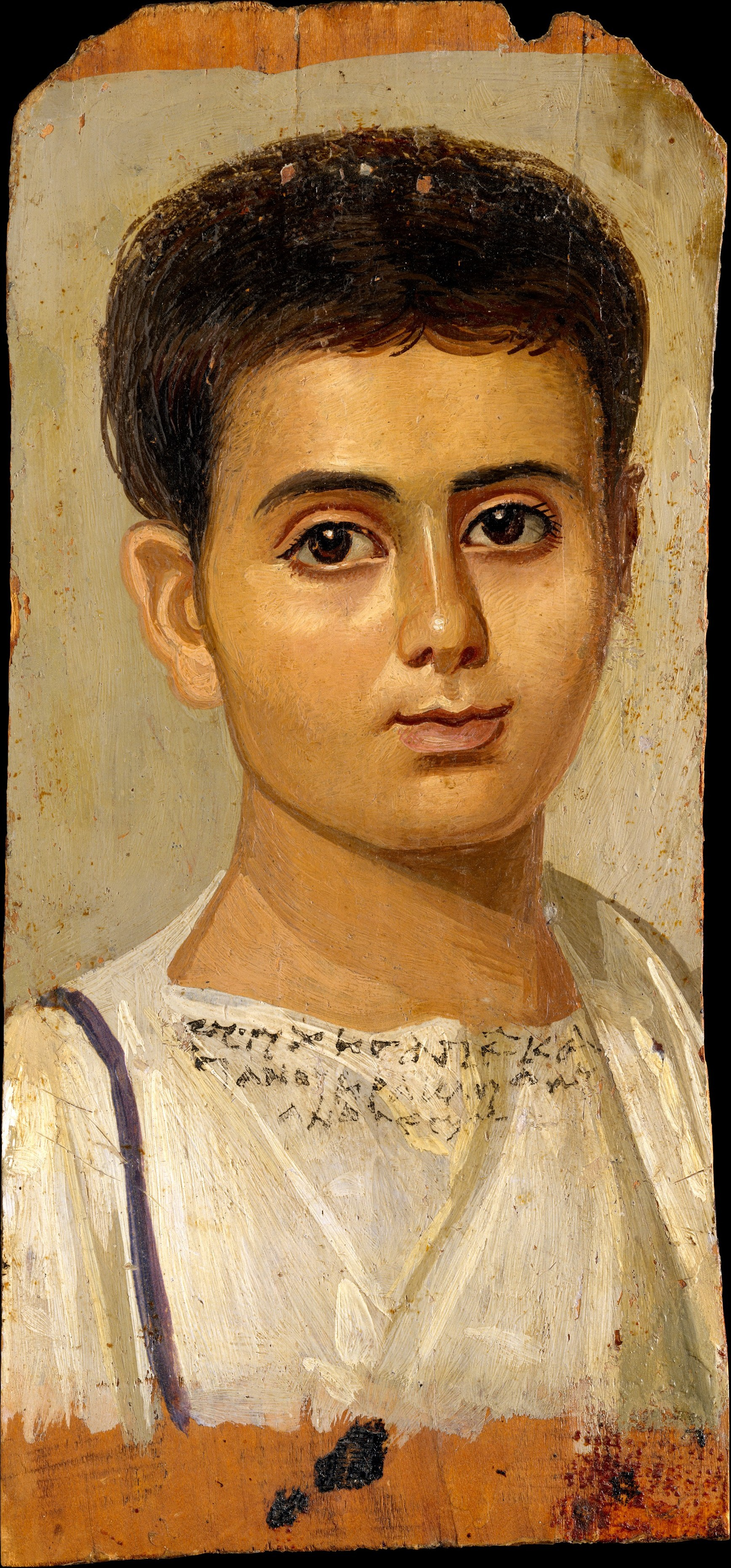
ローマ帝国治下のエジプトの少年の葬儀用の肖像画
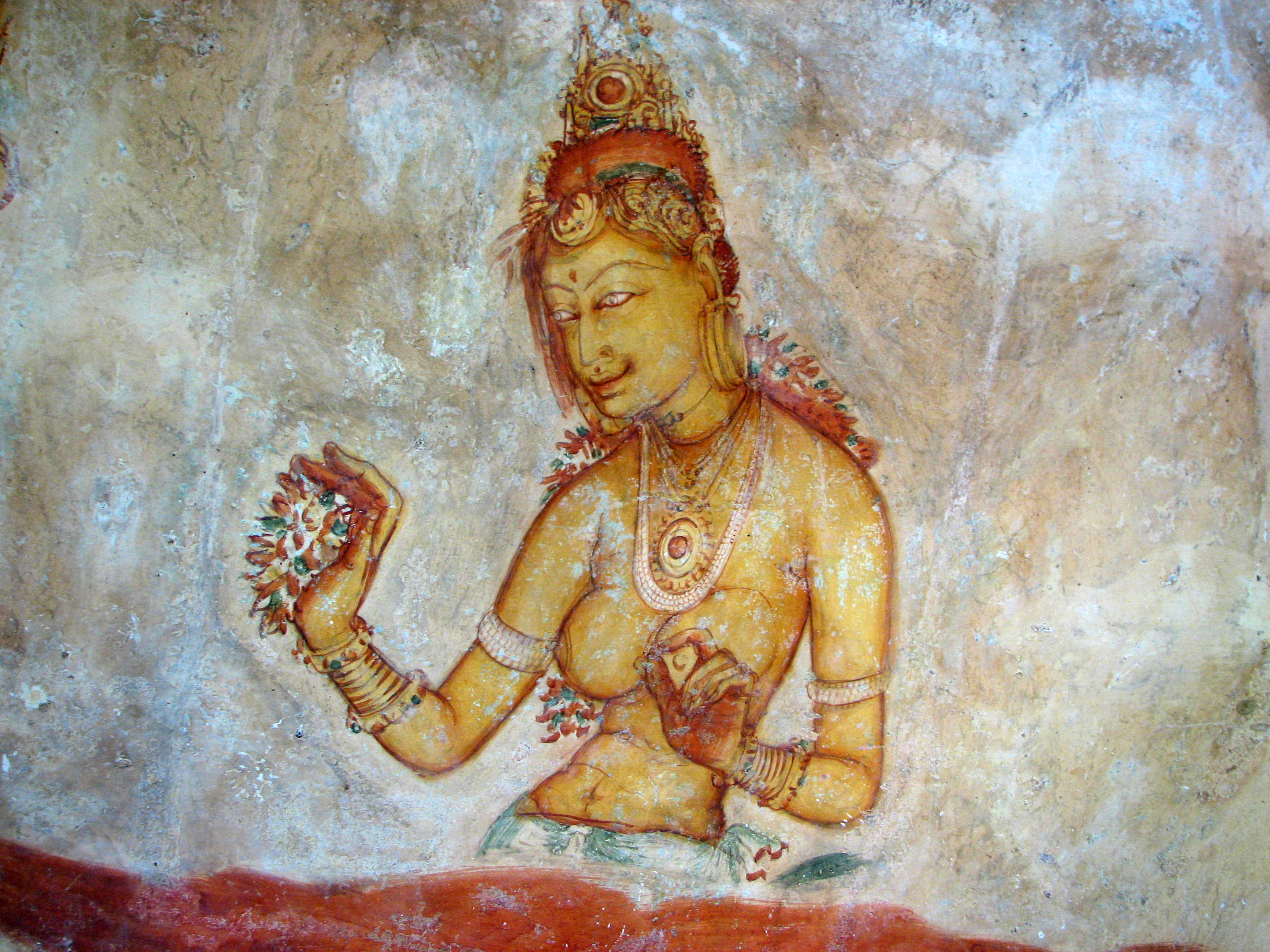
シーギリヤ 500年頃
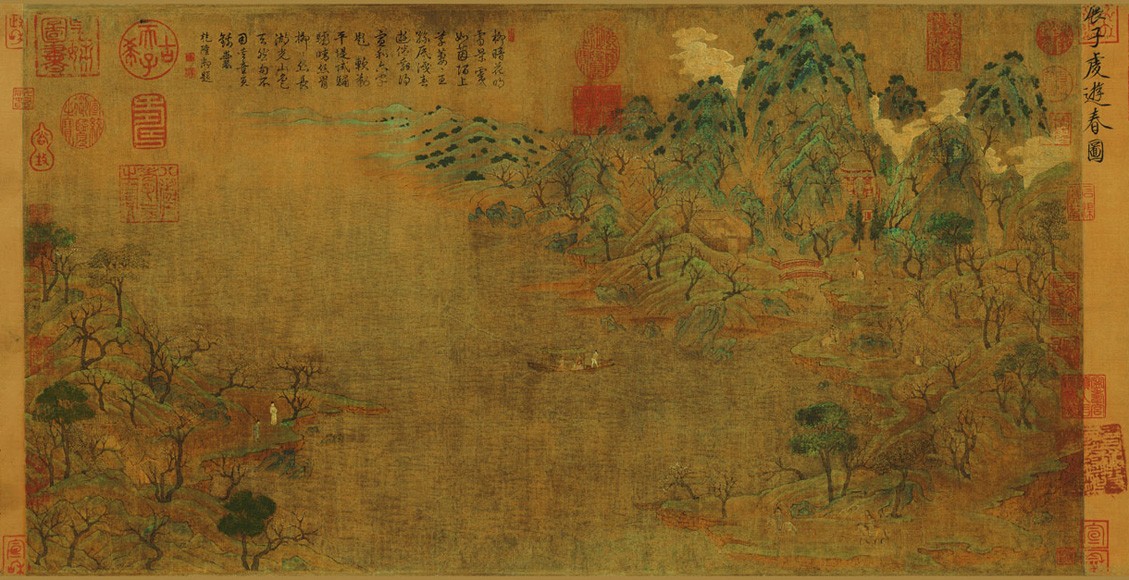
『遊春図』 展子虔 (zh) 600年頃
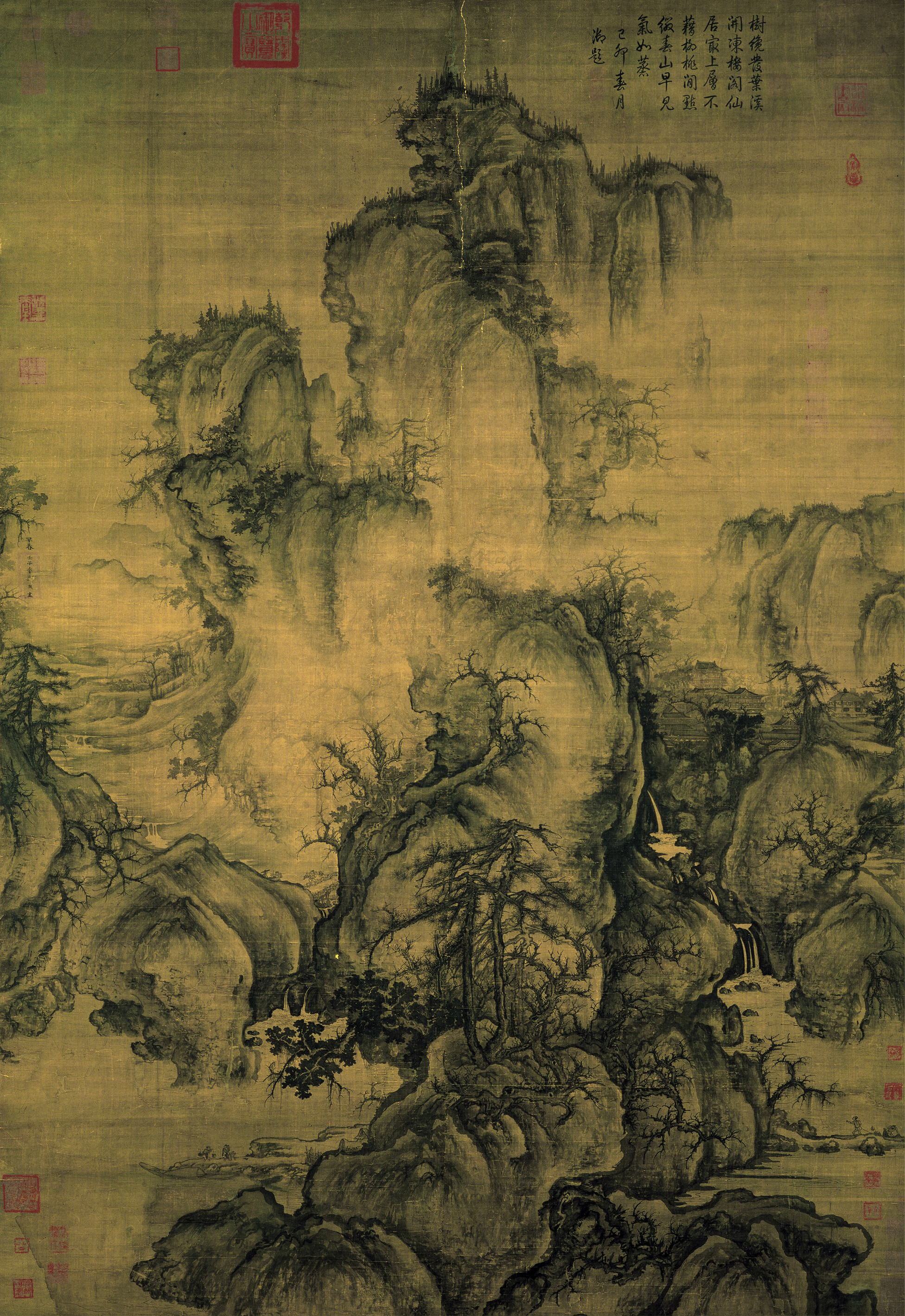
『早春図』 郭煕 北宋
『伝源頼朝像』
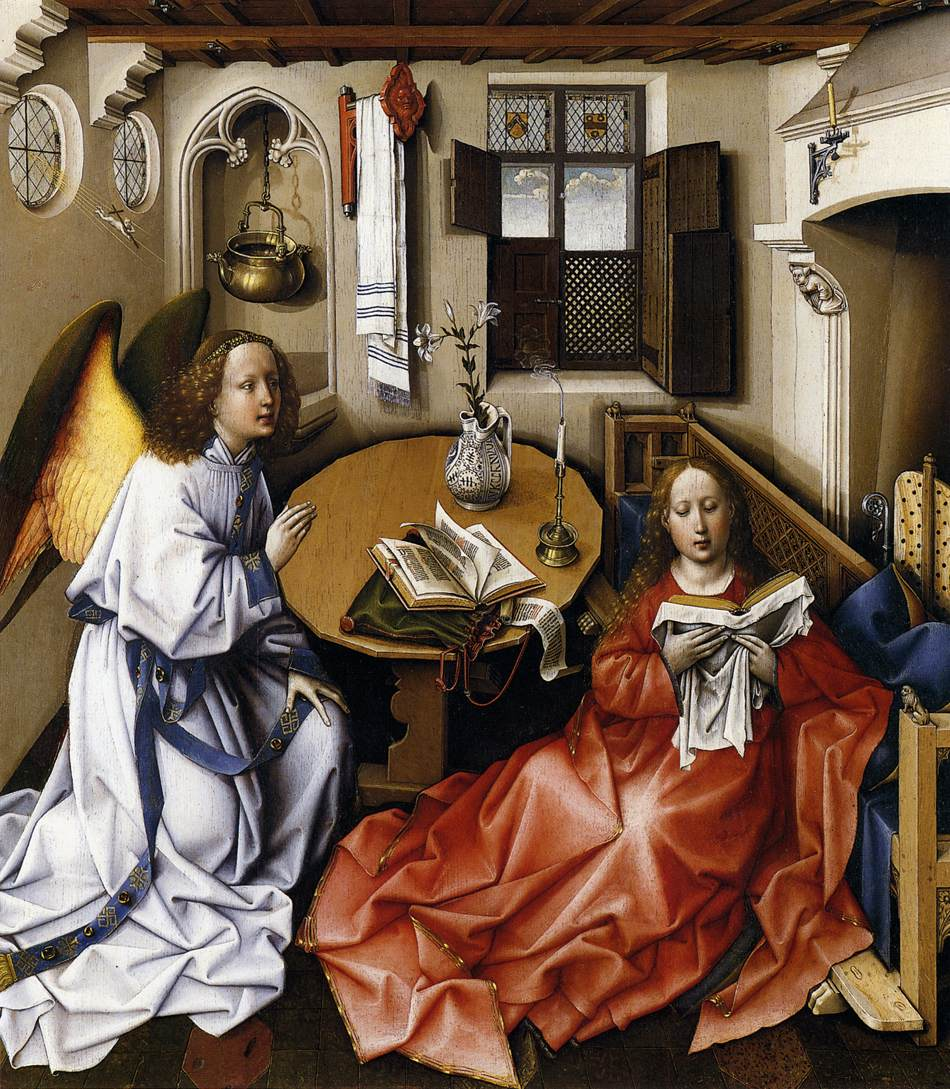
『受胎告知』 ロベルト・カンピン 1425-1430頃 板、油彩 64.1 × 63,.2 cm メトロポリタン美術館
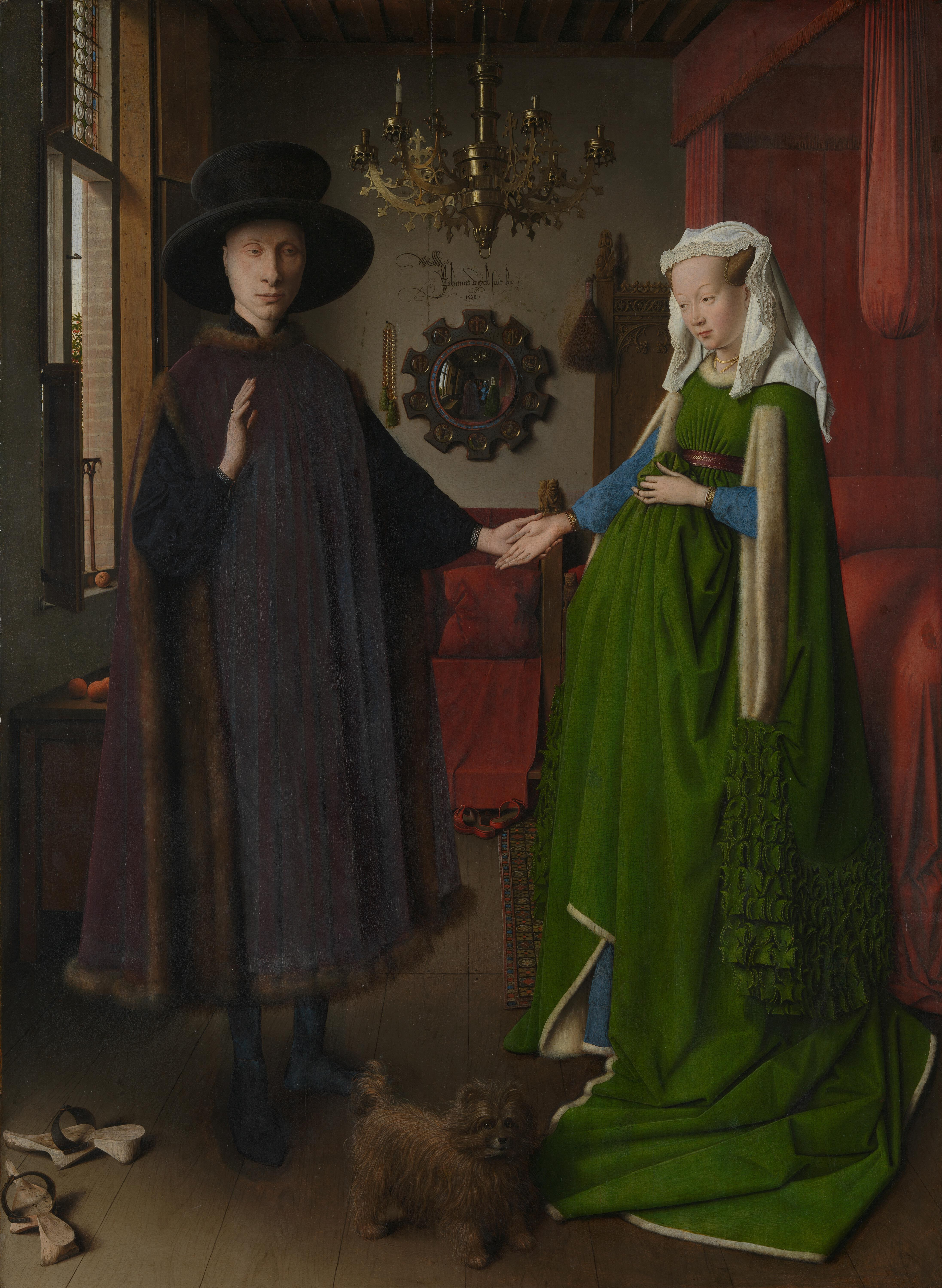
『アルノルフィーニ夫妻』 ヤン・ファン・エイク 1434 板、油彩 81.8 × 59.7 cm ナショナル ギャラリー（ロンドン）
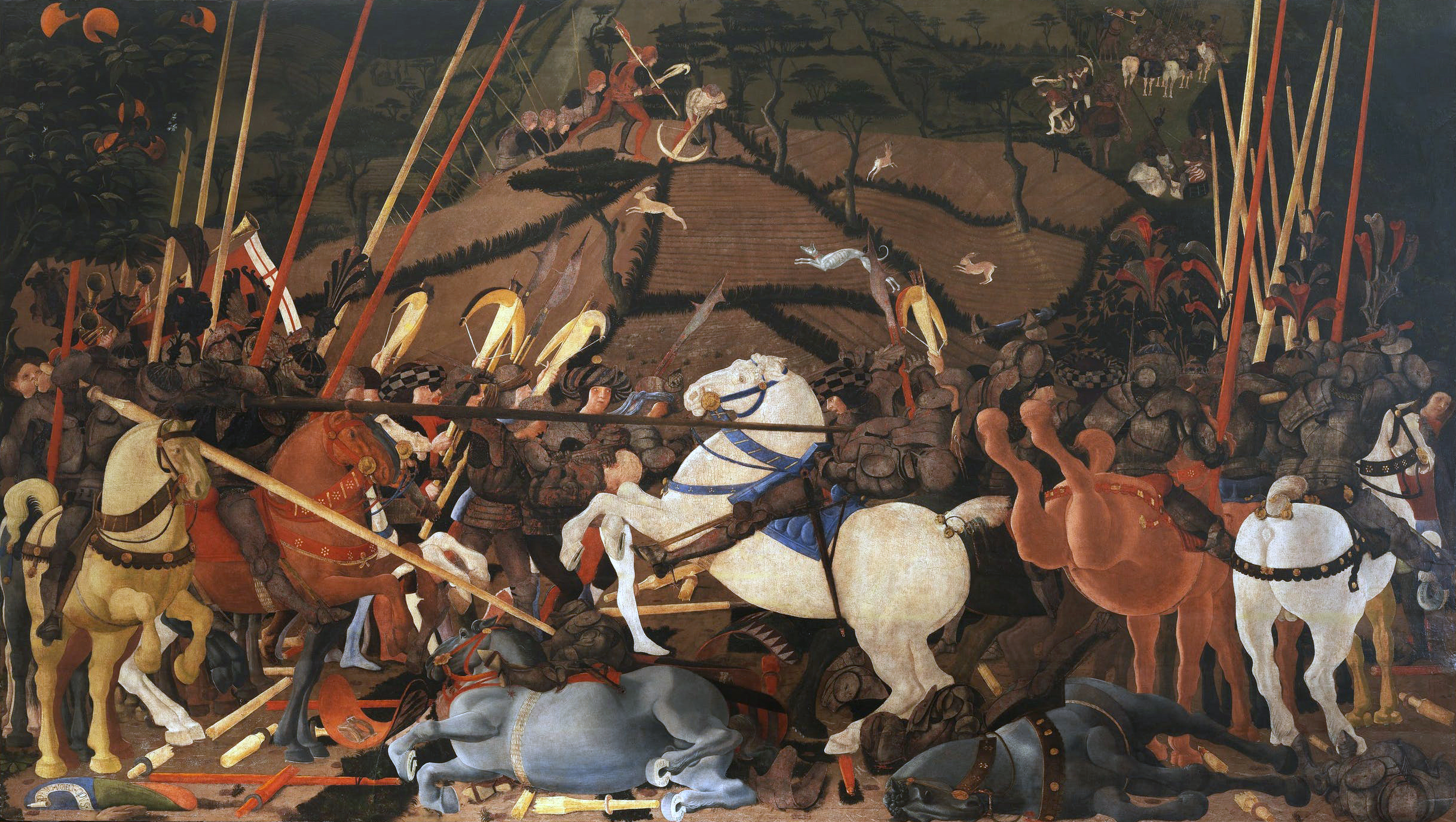
『サン・ロマーノの戦い』 パオロ・ウッチェロ 1438 板、テンペラ 182cm×323cm ウフィツィ美術館
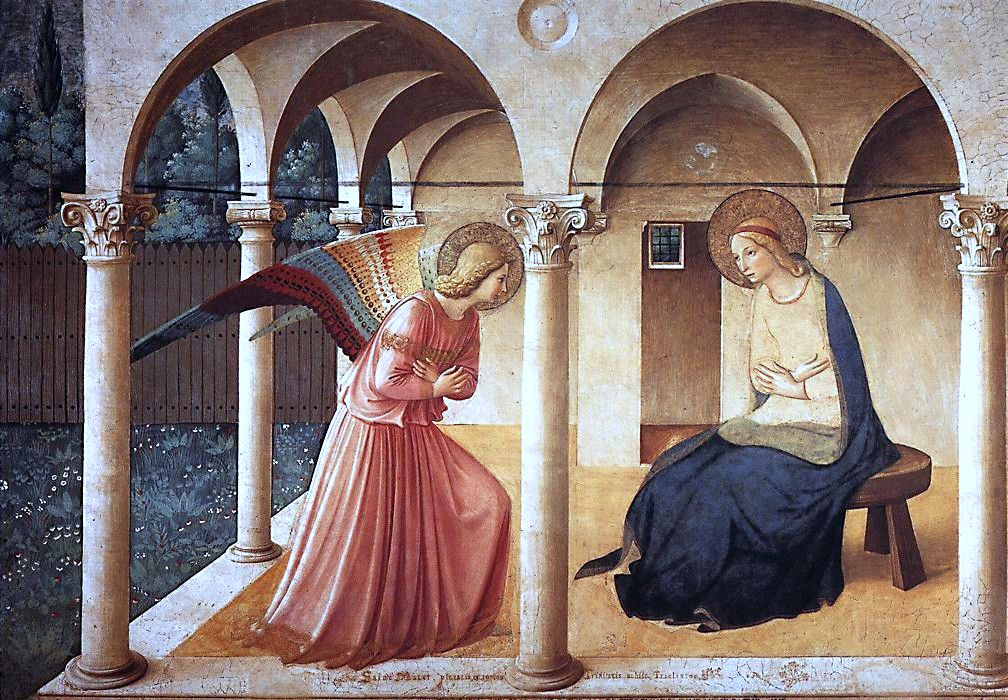
『受胎告知』 フラ・アンジェリコ 1437-46頃 フレスコ 214cm×318cm サン・マルコ美術館
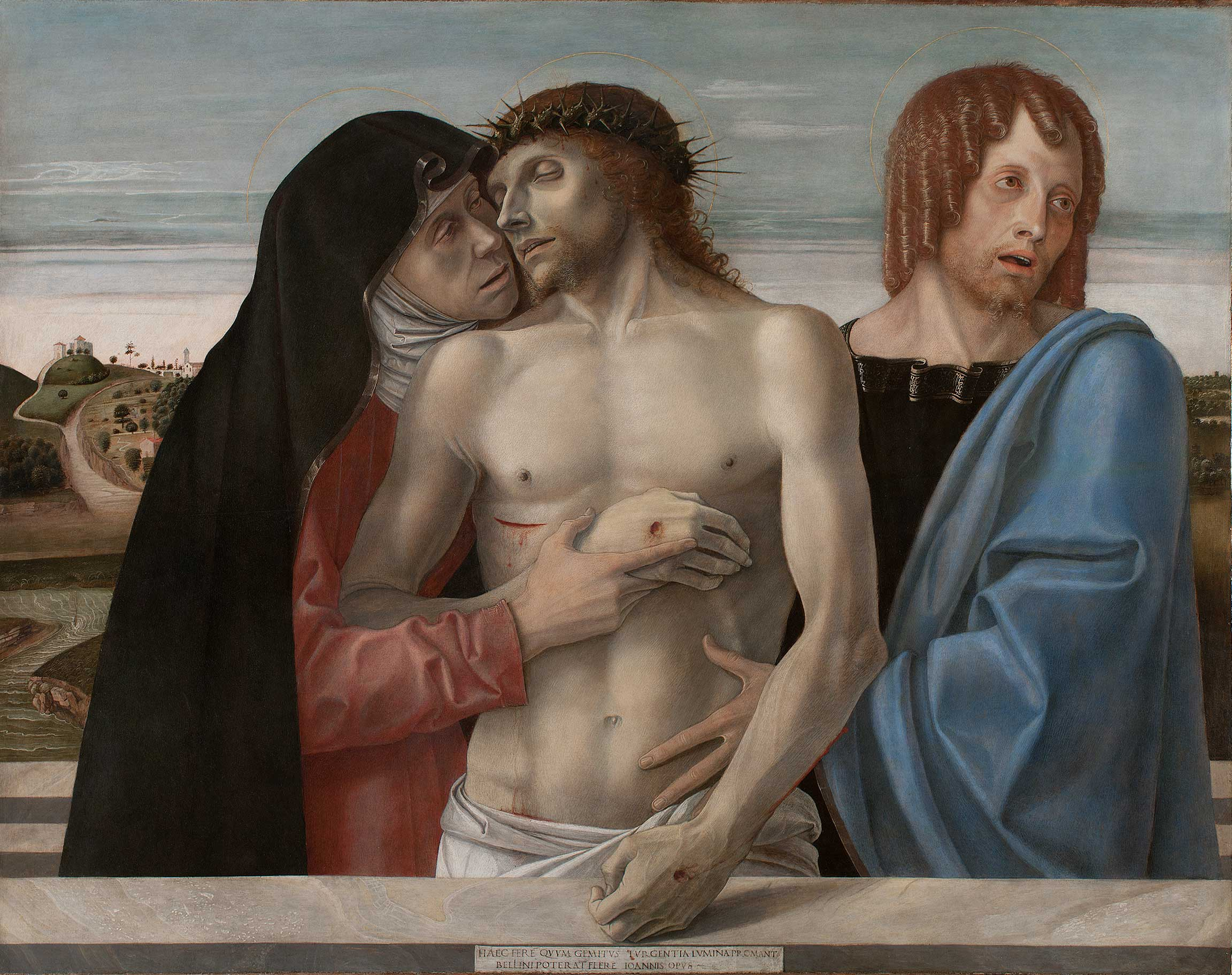
『ピエタ』 ジョヴァンニ・ベリーニ 1460 板、テンペラ 86 × 107 cm ブレラ絵画館
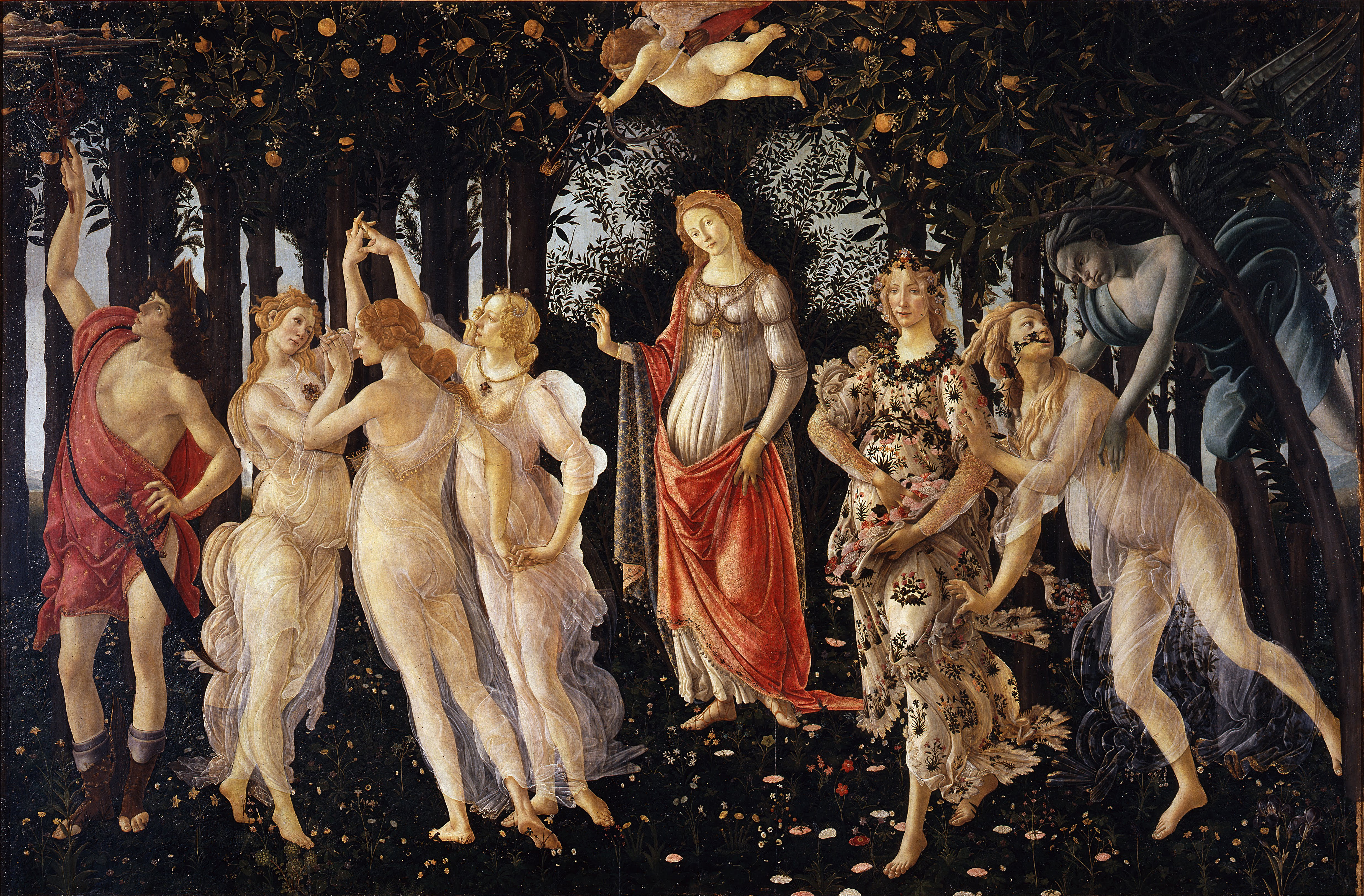
『春 (プリマヴェーラ)』 サンドロ・ボッティチェッリ 1477 - 1478頃 板、テンペラ 203 x 314 cm ウフィツィ美術館
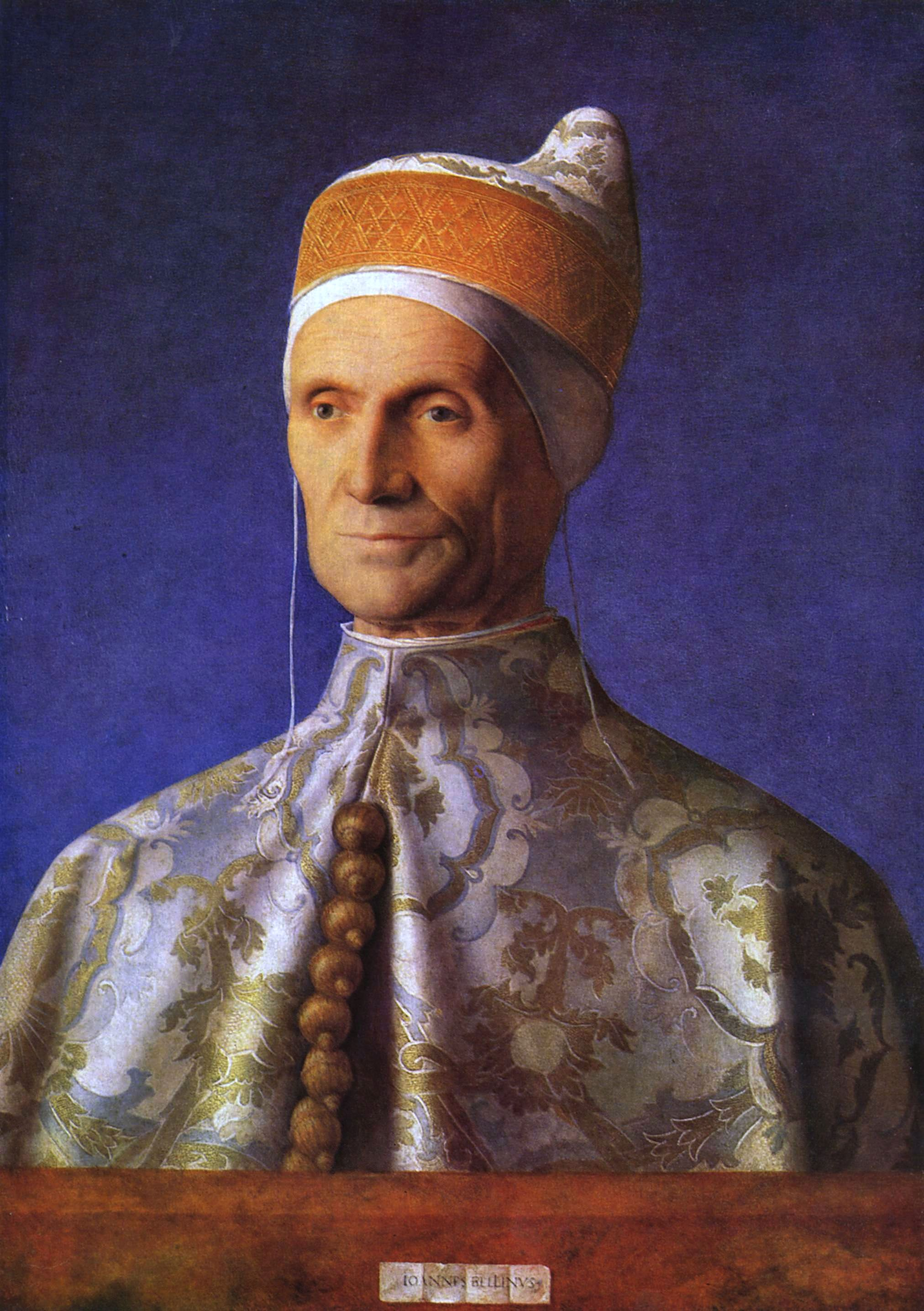
『レオナルド・ロレダン 』 ジョヴァンニ・ベリーニ 1501頃 板、油彩 61.5 × 45 cm ナショナル ギャラリー（ロンドン）
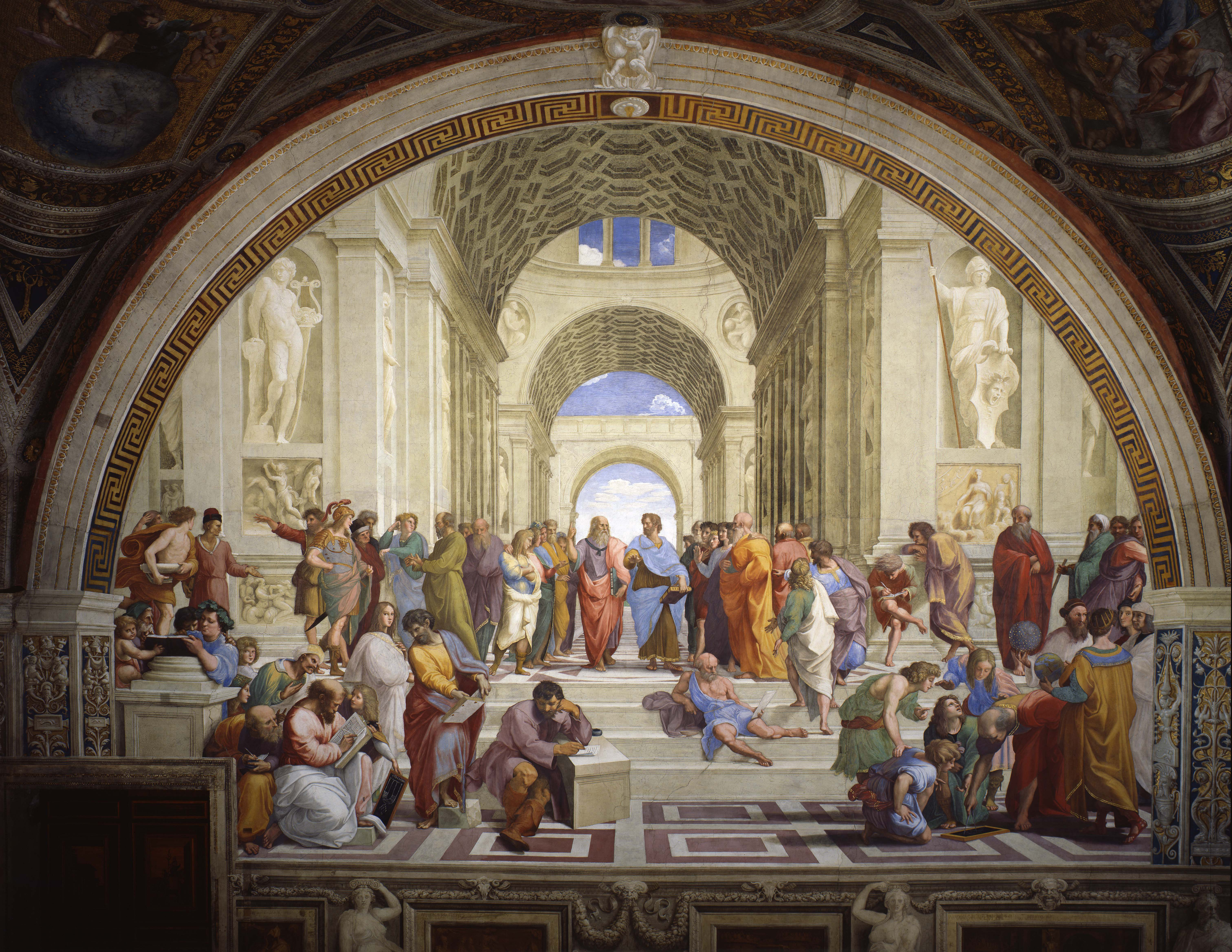
『アテナイの学堂』 ラファエロ 1509-1510 フレスコ 500 × 770 cm バチカン市国
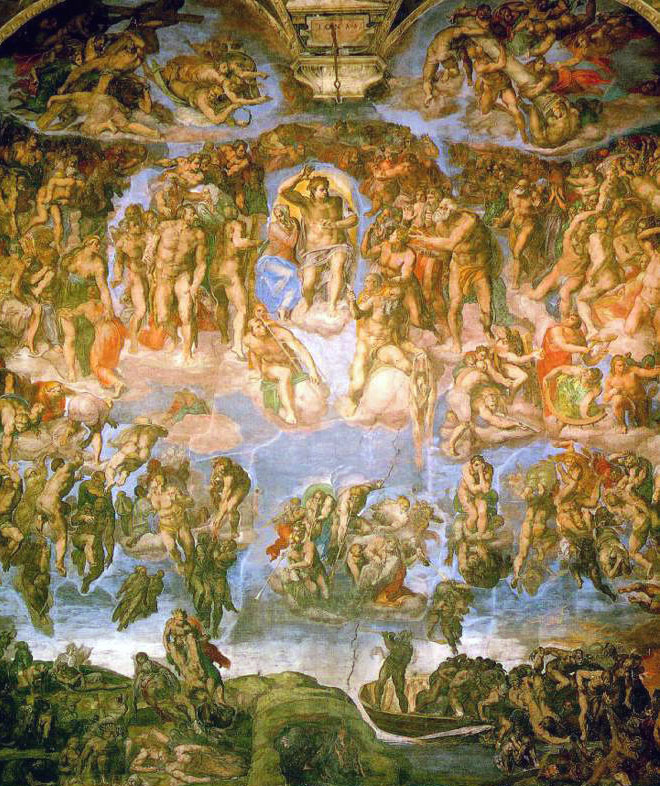
『最後の審判』 ミケランジェロ・ブオナローティ 1535-1541 フレスコ システィーナ礼拝堂
『松林図屏風』右隻 (六曲一双) 長谷川等伯 16世紀 東京国立博物館
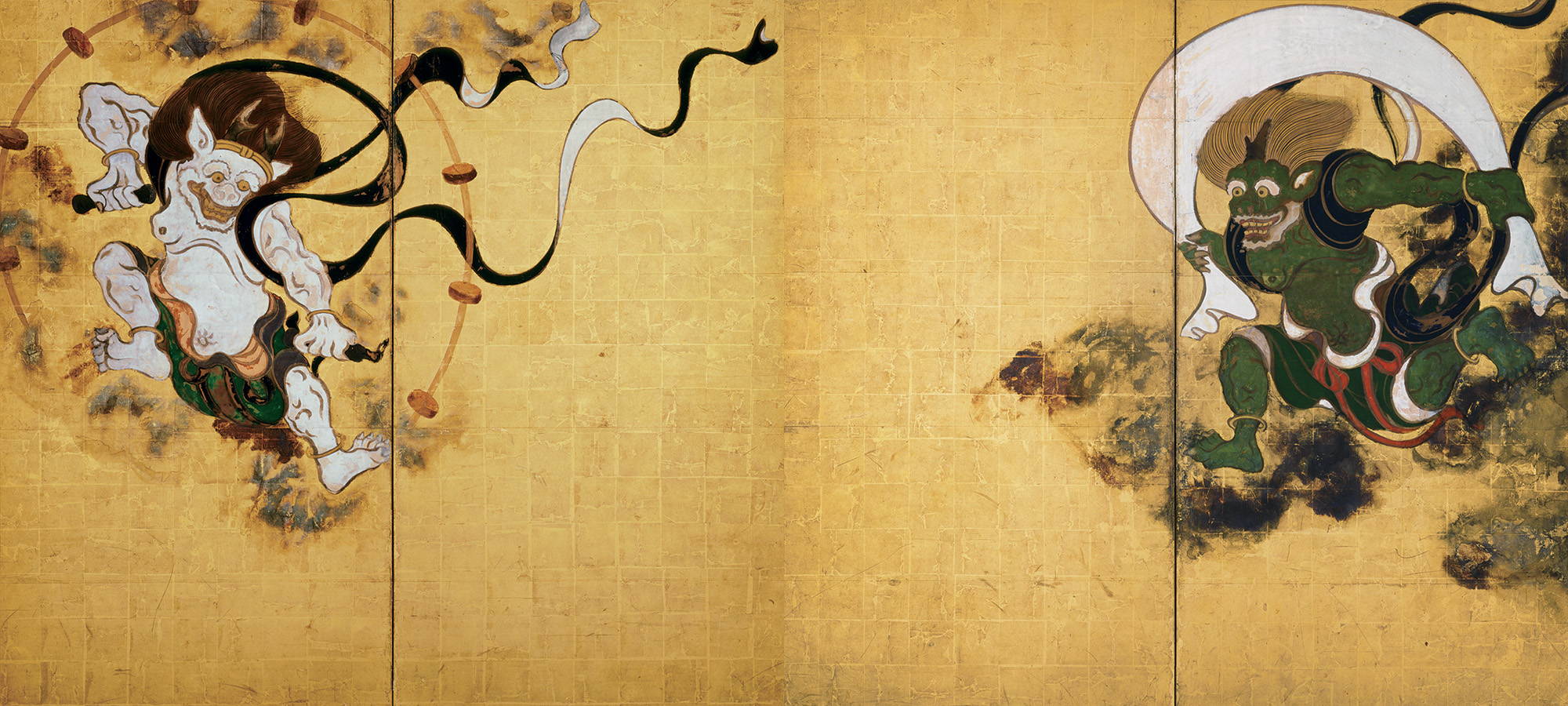
『風神雷神図』 俵屋宗達 1600年頃 建仁寺、京都
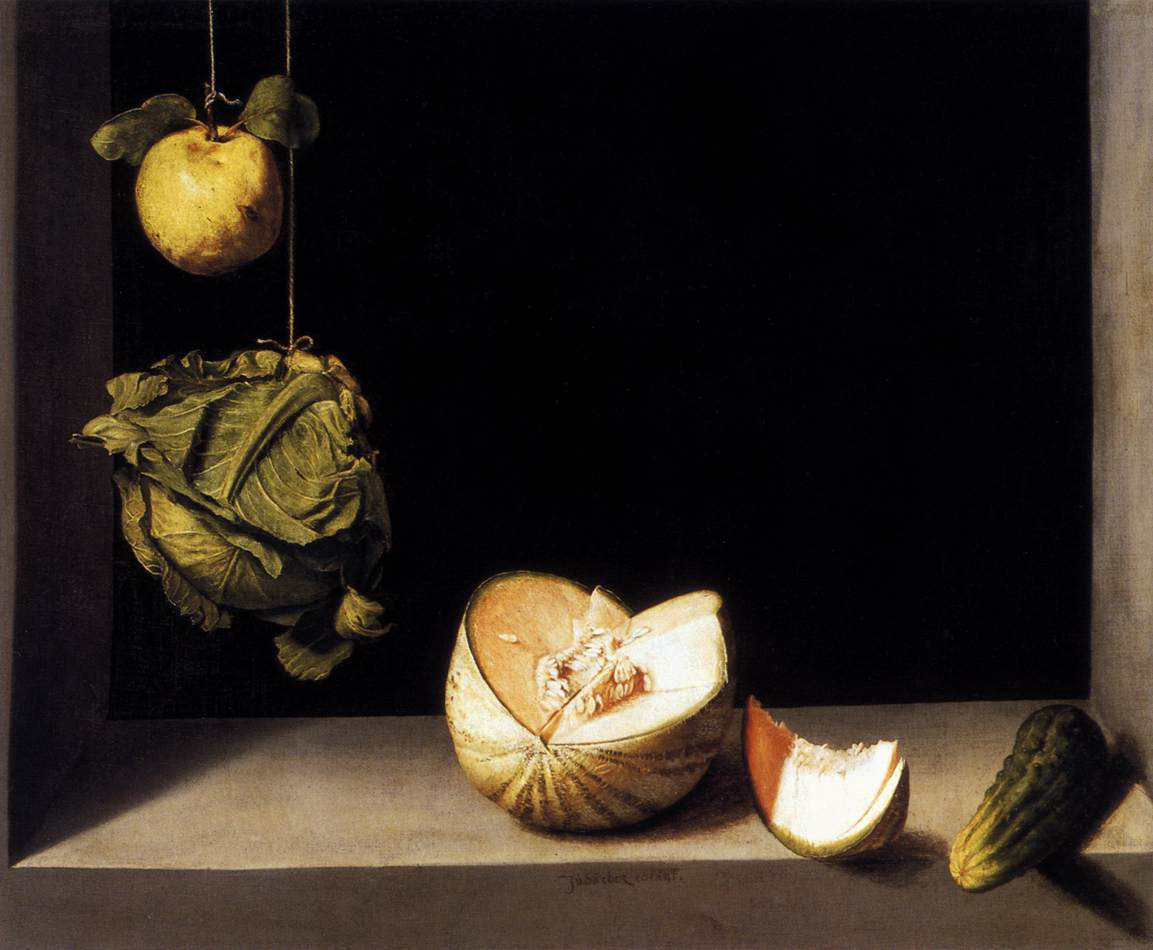
『マルメロ、キャベツ、メロン、胡瓜の実』 フアン・サンチェス・コターン 1602 画布、油彩 65,5 × 81 cm サンディエゴ美術館
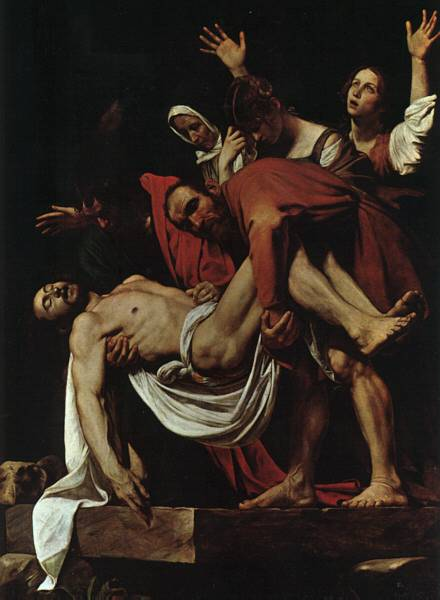
『キリストの埋葬』 カラバッジオ 1602 画布、油彩 300 × 203 cm バチカン美術館
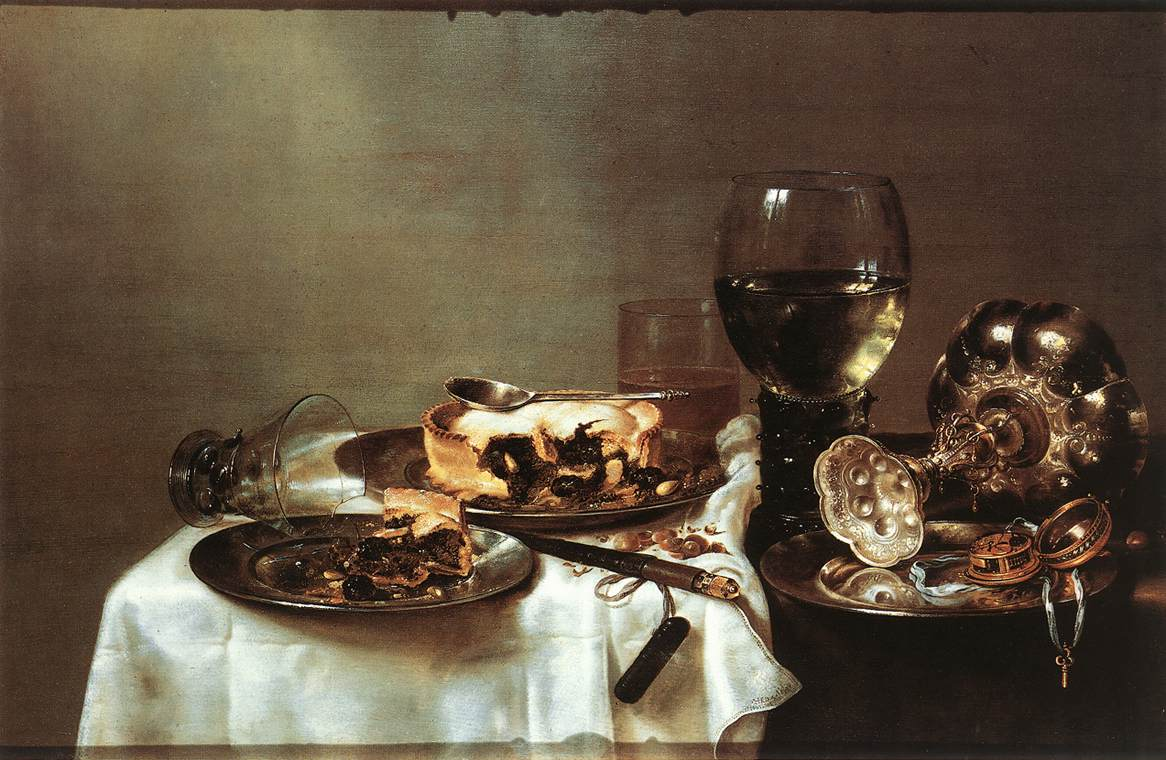
『ブラックベリーパイの朝食』 ウィレム・クラースゾーン・ヘーダ 1631 板、油彩 54 x 82 cm ドレスデン美術館
『テュルプ博士の解剖学講義』 レンブラント 1632 画布、油彩 216.5 cm × 169.5 cm マウリッツハイス美術館
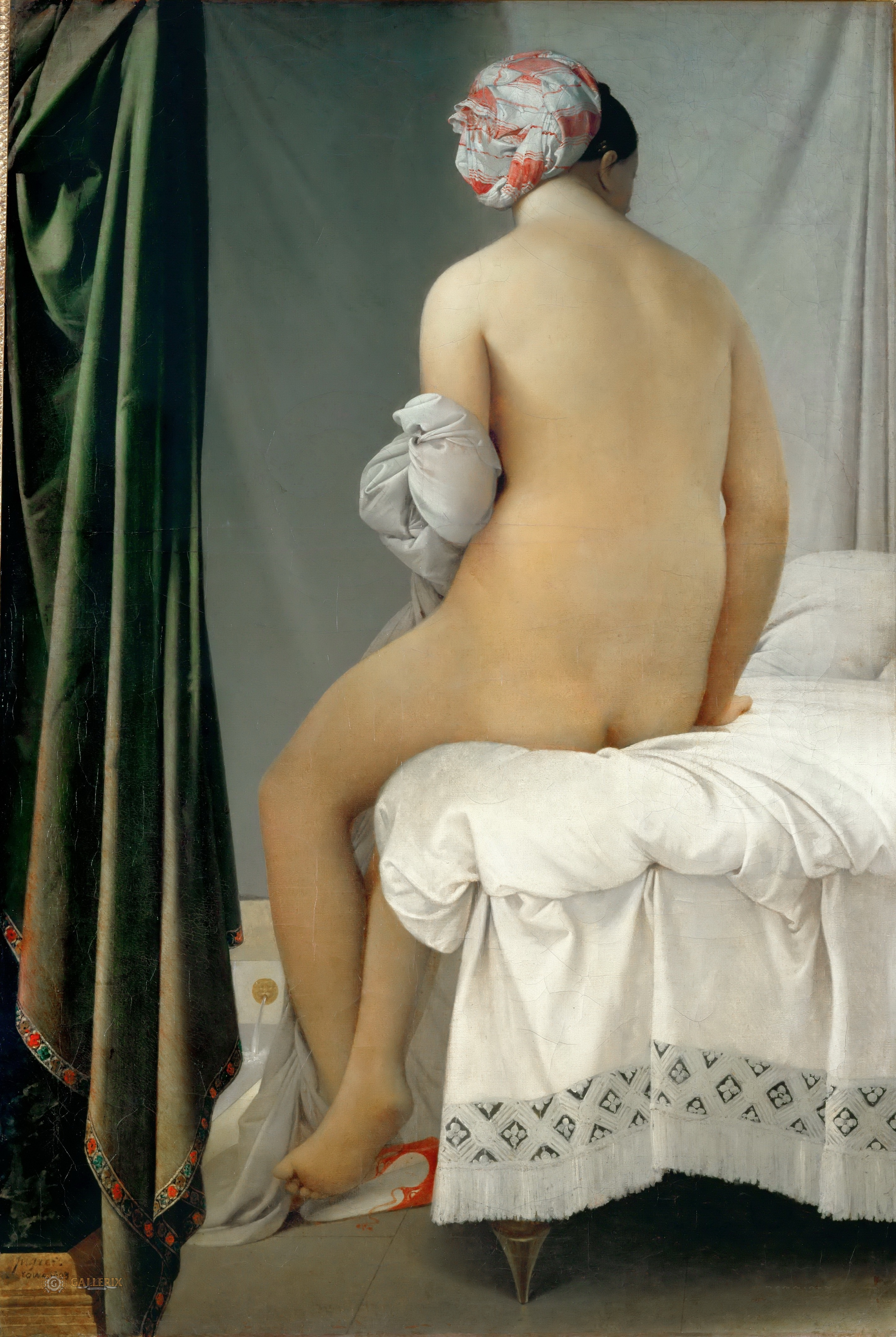
『浴女』 ドミニク・アングル 1808 画布、油彩 146×97.5cm ルーヴル美術館
『海辺の修道士』 カスパー・ダーヴィト・フリードリヒ 1808-1810 画布、油彩 110 × 171.5cm ベルリン美術館
『風雨草花図』 右隻 (二曲一双) 酒井抱一 19世紀前半 東京国立博物館
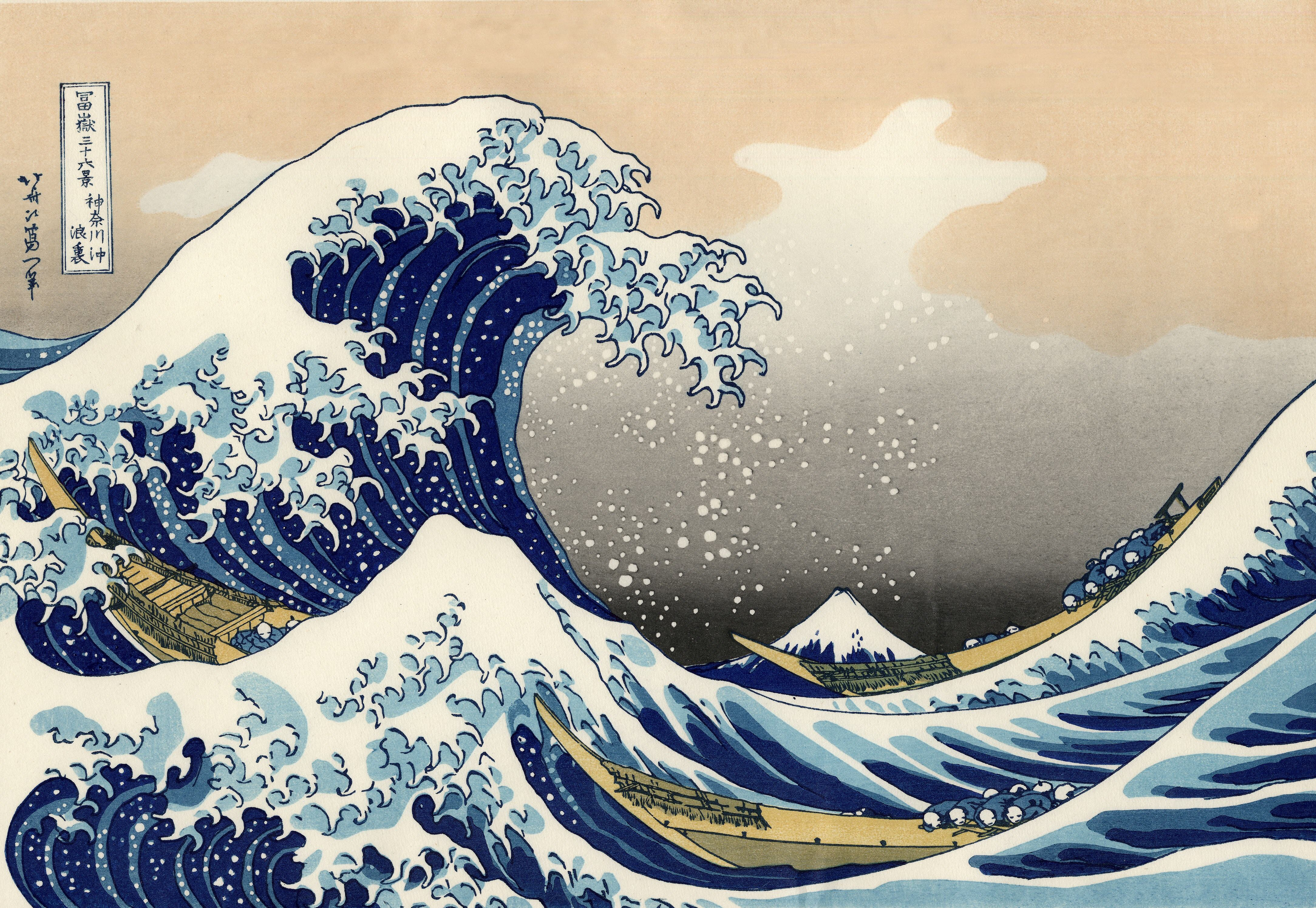
『富嶽三十六景 神奈川沖浪裏』 葛飾北斎 1830年代
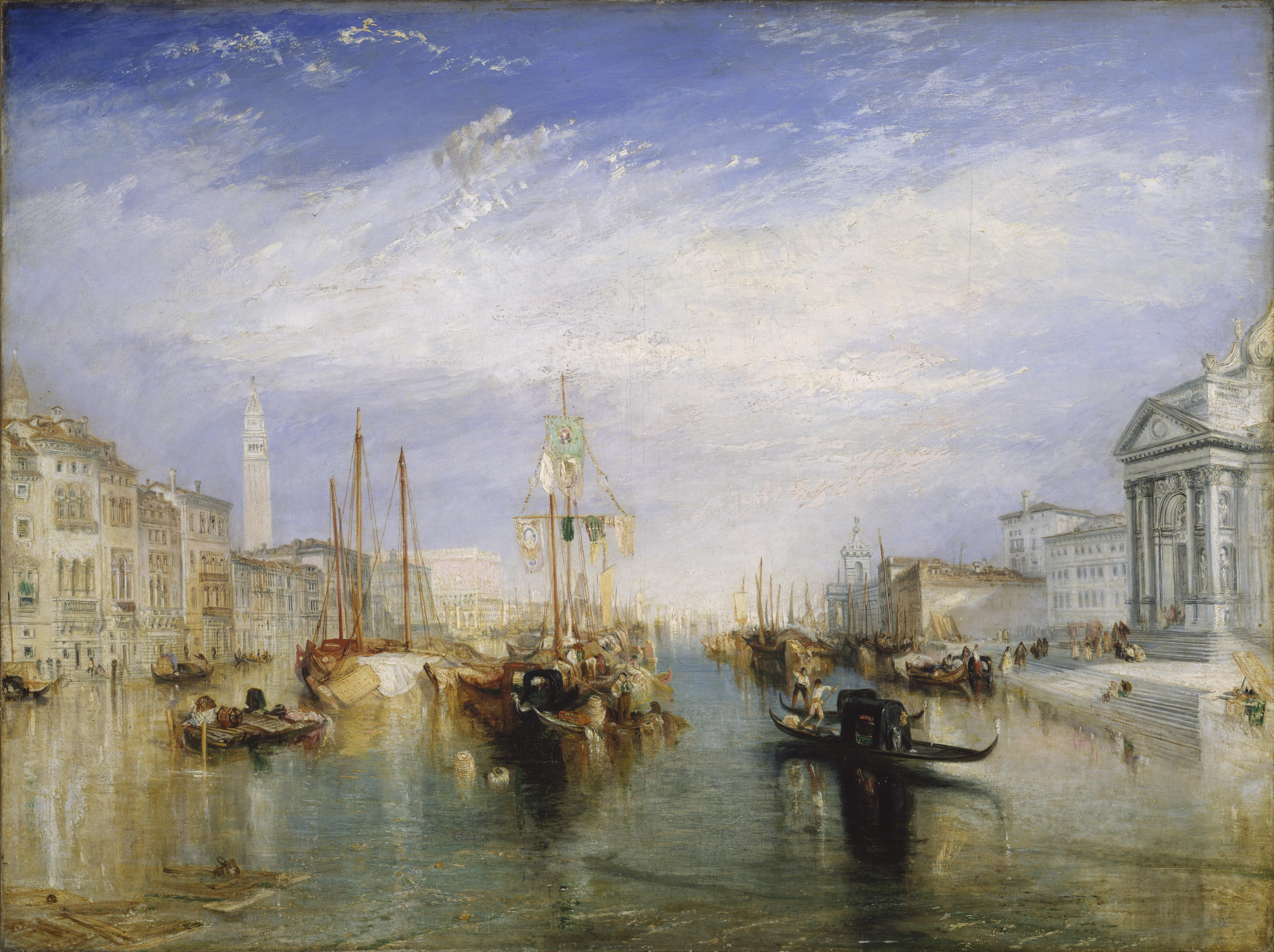
『ヴェネツィアの大運河』 ターナー 1850 画布、油彩 91 x 122 cm メトロポリタン美術館
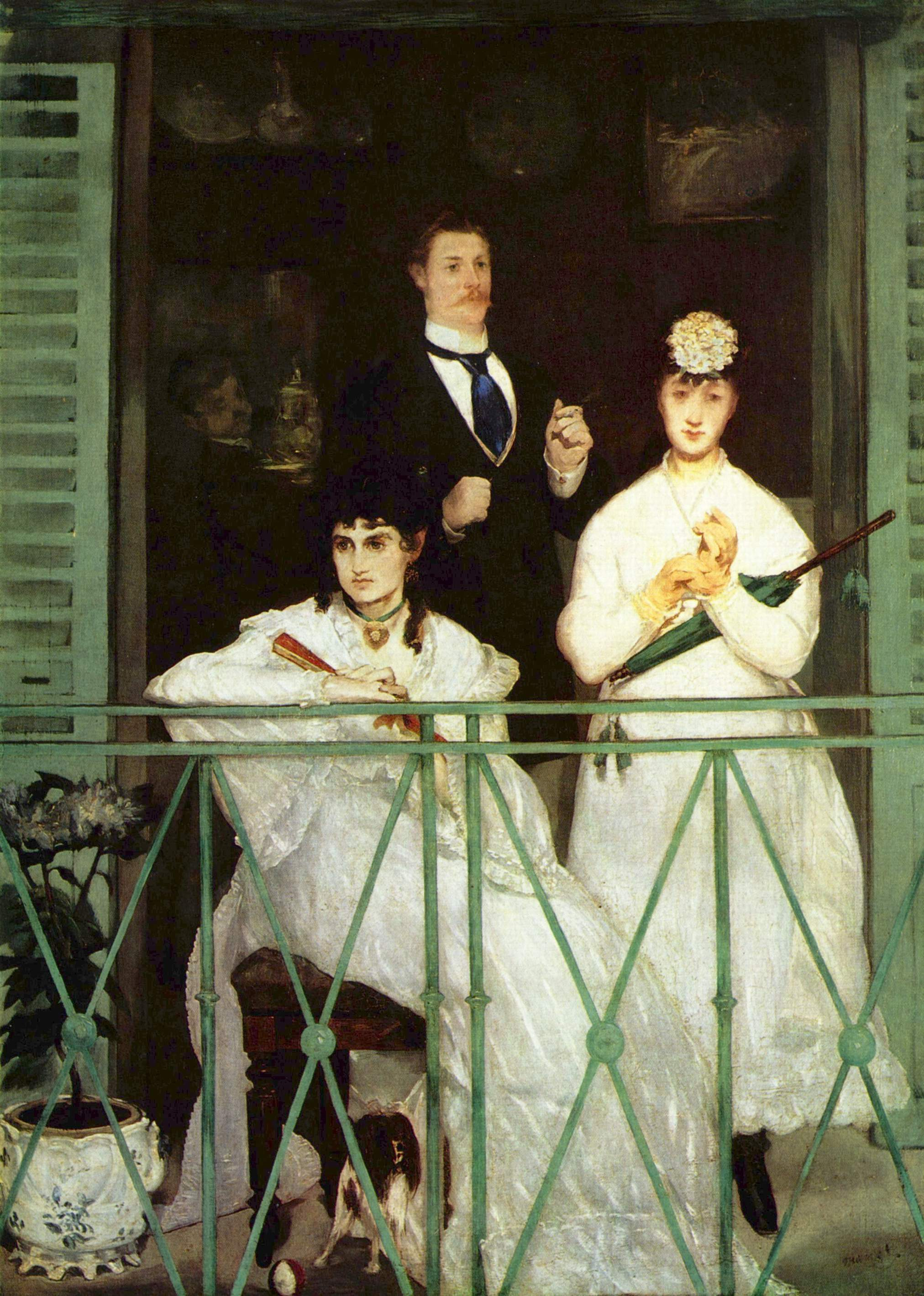
『バルコニー』 エドゥアール・マネ 1868-1869 画布、油彩 169 × 125 cm オルセー美術館
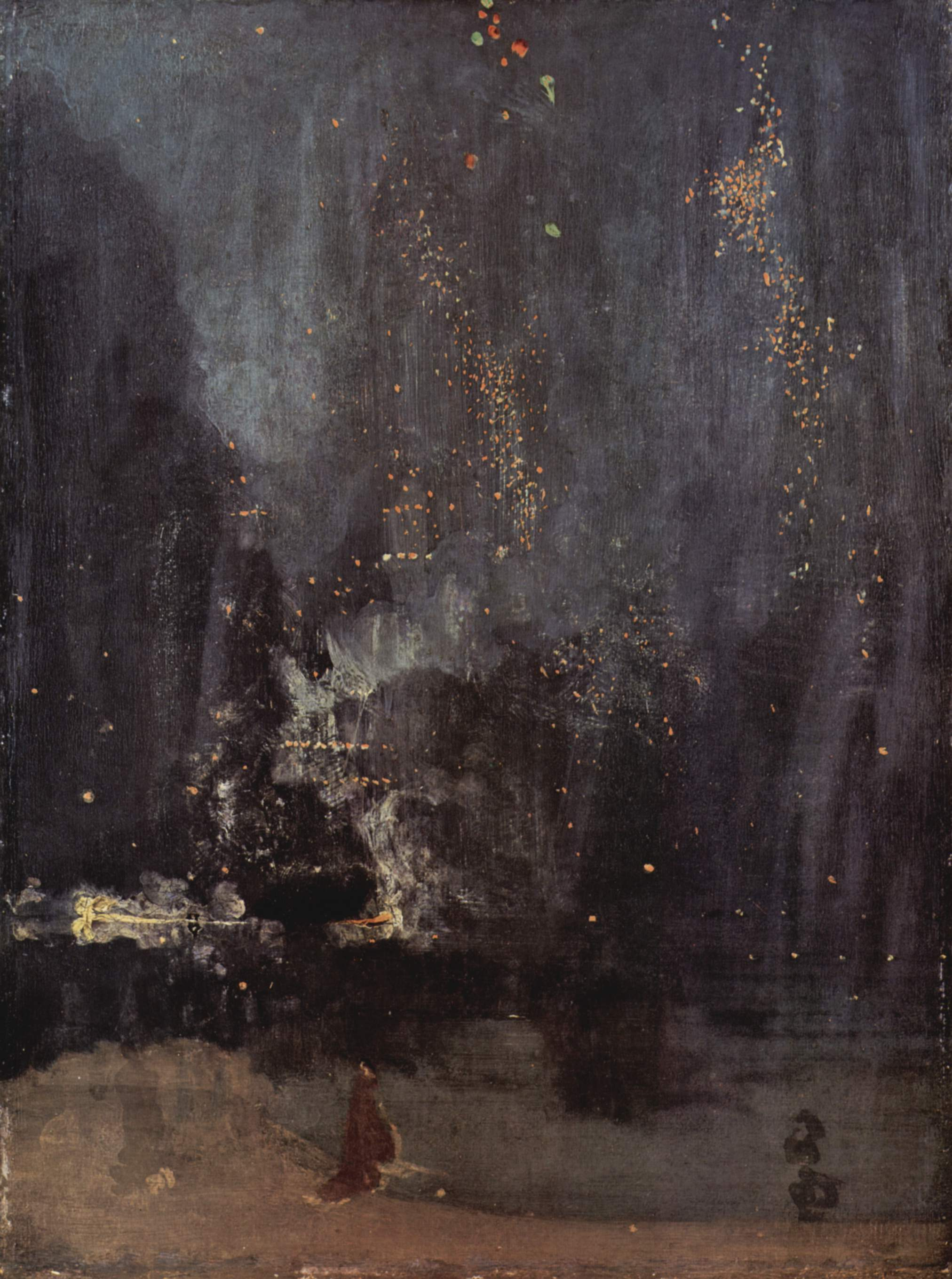
『黒と金のノクターン-落下する花火』 ジェームズ・ホイッスラー 1875 画布、油彩 60.3 × 46.6cm デトロイト美術館
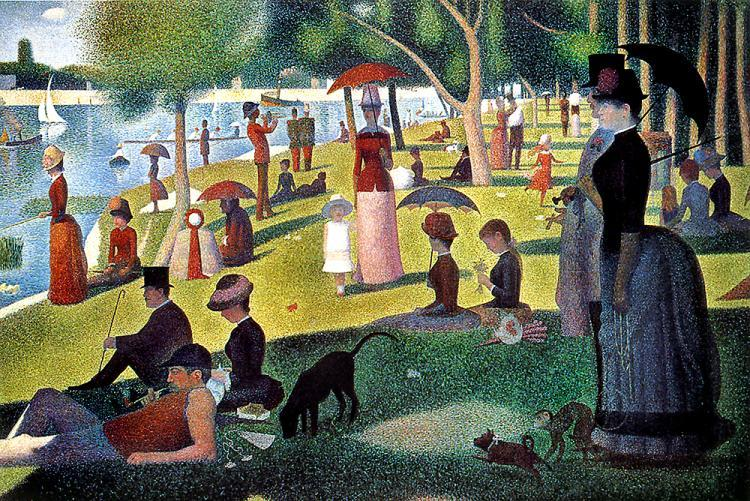
『グランド・ジャット島の日曜日の午後』 ジョルジュ・スーラ 1884-86 画布、油彩 205.7×305.8cm シカゴ美術研究所

- 『受胎告知』
ロベルト・カンピン
1425-1430頃
板、油彩
64.1 × 63,.2 cm
メトロポリタン美術館
- 『アルノルフィーニ夫妻』
ヤン・ファン・エイク
1434
板、油彩
81.8 × 59.7 cm
ナショナル ギャラリー（ロンドン）
- 『サン・ロマーノの戦い』
パオロ・ウッチェロ
1438
板、テンペラ
182cm×323cm
ウフィツィ美術館
- 『受胎告知』
フラ・アンジェリコ
1437-46頃
フレスコ
214cm×318cm
サン・マルコ美術館
- 『ピエタ』
ジョヴァンニ・ベリーニ
1460
板、テンペラ
86 × 107 cm
ブレラ絵画館
- 『春 (プリマヴェーラ)』
サンドロ・ボッティチェッリ
1477 - 1478頃
板、テンペラ
203 x 314 cm
ウフィツィ美術館
- 『レオナルド・ロレダン 』
ジョヴァンニ・ベリーニ
1501頃
板、油彩
61.5 × 45 cm
ナショナル ギャラリー（ロンドン）
- 『アテナイの学堂』
ラファエロ
1509-1510
フレスコ
500 × 770 cm
バチカン市国
- 『最後の審判』
ミケランジェロ・ブオナローティ
1535-1541
フレスコ
システィーナ礼拝堂
- 『松林図屏風』右隻 (六曲一双)
長谷川等伯
16世紀

東京国立博物館
- 『風神雷神図』
俵屋宗達
1600年頃

建仁寺、京都
- 『マルメロ、キャベツ、メロン、胡瓜の実』
フアン・サンチェス・コターン
1602
画布、油彩
65,5 × 81 cm
サンディエゴ美術館
- 『キリストの埋葬』
カラバッジオ
1602
画布、油彩
300 × 203 cm
バチカン美術館
- 『ブラックベリーパイの朝食』
ウィレム・クラースゾーン・ヘーダ
1631
板、油彩
54 x 82 cm
ドレスデン美術館
- 『テュルプ博士の解剖学講義』
レンブラント
1632
画布、油彩
216.5 cm × 169.5 cm
マウリッツハイス美術館
- 『浴女』
ドミニク・アングル
1808
画布、油彩
146×97.5cm
ルーヴル美術館
- 『海辺の修道士』
カスパー・ダーヴィト・フリードリヒ
1808-1810
画布、油彩
110 × 171.5cm
ベルリン美術館
- 『風雨草花図』 右隻 (二曲一双)
酒井抱一
19世紀前半
東京国立博物館
- 『富嶽三十六景 神奈川沖浪裏』
葛飾北斎
1830年代
- 『ヴェネツィアの大運河』
ターナー
1850
画布、油彩
91 x 122 cm
メトロポリタン美術館
- 『バルコニー』
エドゥアール・マネ
1868-1869
画布、油彩
169 × 125 cm
オルセー美術館
- 『黒と金のノクターン-落下する花火』
ジェームズ・ホイッスラー
1875
画布、油彩
60.3 × 46.6cm
デトロイト美術館
- 『グランド・ジャット島の日曜日の午後』
ジョルジュ・スーラ
1884-86
画布、油彩
205.7×305.8cm
シカゴ美術研究所

## 芸術認知科学的考察
芸術認知科学を専門とする齋藤亜矢京都芸術大学教授は、実験で、顔の輪郭だけを描いた下絵と筆を与えても、高度な知能を持つチンパンジーは顔の絵を描けなかったのに対して、人間の幼児は2歳後半から眼や口を描き込めるようになる、という結果を得て、それを根拠にして「言語能力と密接に関連していると推定される」と齋藤亜矢は述べた。

## その他
日本の初等・中等教育での科目の用語など
図画（ずが）は、小学校の教科に図画工作があり、「絵画」と同様の意味で使われることもあるが、絵画のほかに素描（デッサン、ドローイング）、イラスト、版画などを含んでいる。法律文書では「文書図画」のように文書と組み合わせて使われる。

### 絵画関連の展覧会や会派
- 日展 - 日本画・洋画・彫刻・工芸美術・書からなる総合美術展[8]
- 二科展 - 絵画・彫刻・デザイン・写真からなる総合美術展[9]
- 創画展 - 日本画のみを対象とした公募展[10]
- 院展 - 日本画のみを対象とした公募展[11]

### 絵画に関連する概念
- 美術
- 美術史
- 西洋美術史
- 東洋美術史
- 画家
- タブロー
- イラストレーション
- 壁紙
- インテリア